# Sloveense Wikipedia
De Sloveenstalige Wikipedia (Sloveens: Slovenska Wikipedija) is een uitgave in de Sloveense taal van de online encyclopedie Wikipedia.
De Sloveense Wikipedia ging op 26 februari 2002 van start.